# Арадац
Арадац (серб. Арадац) — населённый пункт в Сербии, в Воеводине, Средне-Банатском округе, общине Зренянин.

## Население
В селе проживает 3461 жителей, из которых совершеннолетних 2847. Средний возраст — 41,1 года (мужчины — 39,1 года, женщины — 43,0 года). В населённом пункте 1211 домохозяйств, среднее число членов в которых — 2,86.
| Этносы     | Численность | %    |
| ---------- | ----------- | ---- |
| сербы      | 1650        | 47,7 |
| словаки    | 1376        | 39,8 |
| цыгане     | 96          | 2,8  |
| венгры     | 94          | 2,7  |
| югословены | 49          | 1,4  |
| македонцы  | 19          | 0,5  |

## Известные уроженцы
- Абафи, Леопольд Бранислав (1827—1883) — словацкий писатель, драматург, публицист, историк культуры, редактор, пастор.